# マツダ・13G型エンジン
マツダ・13G型エンジンは、東洋工業（現在のマツダ）が開発・製造していた直列3ローターのガソリンエンジンである。レーシングカー専用に開発されたエンジンであり、富士グランチャンピオンシリーズやル・マン24時間レースおよび全日本耐久選手権に参戦した。なお、後に開発された市販エンジンである「20B」のベースと成った経緯から、1987年「13G」⇒1988年「20B」と改称された。

## 開発経緯
ル・マン24時間レースは、1982年からグループCがメインの世界耐久選手権（WEC）の1戦となった。このグループCのレースは、2座席クローズドルーフのスポーツカーで排気量による規制はなく、レース距離に応じ総燃料使用量が規制され、速さを低燃費高効率で達成することが求められるようになった。WECの車両クラスは、C1とC2の2クラスが設定され、おおよそ「メーカーはC1」「プライベータはC2」というクラス分けになっていた。C1は、燃費約2 km/L・最低車重850 kg、C2は、燃費約3 km/L・最低車両重量700 kgという規定で、優勝するには、C1で約700馬力、C2で約400馬力が必要になってきた。
マツダは、1975年から市販用の2ローターの13B（654 cc × 2）を大幅チューニングに取り組み、出力約300馬力、燃費約3 km/Lを達成して1983年からFIA 世界耐久選手権（WEC）に参戦したが、排気量が小さく絶対的な出力に劣るため格下のC2クラスにしか参戦できなかった。C1クラスで戦うためには、13Bを2台以上搭載するか、13Bにターボチャージャーを取り付けて、排気量を13Bの2倍以上に相当する過給を行い、かつ燃費を大幅に向上させる必要があった。そこで13Bターボを開発して1984年に富士スピードウェイでのWECに挑戦したが、ロータリーエンジン（RE）の高熱にターボチャージャーが耐え切れずにリタイヤした。この時の経験および更なるWECでの燃費規制の強化が見込まれたので、マツダは、ターボ付きREをあきらめ、自然吸気（NA）のREで対応する方針を決めた。
NAのREで出力を向上させるためには、排気量を拡大する必要がある。REの排気量拡大には、ローターの創生半径、偏心量、ローター幅の拡大もしくはローターの追加での対応となる。ローターの創生半径と偏心量の変更は、ローターハウジングの全面変更となり、実質的には完全な新規のエンジン開発となる。そのためマツダは、レシプロエンジンのボアアップに相当するローター幅の拡大という手法で排気量拡大を行ってきたが、ローター幅の拡大も限界に近づいていた。そこでREの排気量拡大方法として、従来の2ローターの13Bの前側（プーリー側）にローターを一つ追加することで排気量拡大を図った3ローターエンジンを開発した。この3ローターエンジンが13Gである。
この方法では、従来の2ローターの13Bの部品と生産工程が広範囲に流用できる。
しかしながら　マツダのREは、2ローター用として偏心出力軸に、各ローターユニットを積み重ねて製造する構造になっている。このため　ローター内部の偏心出力軸挿入用の孔径が、2ローター用に設定されていたため（偏心出力軸の位相差が180°）その構造を踏襲しないとREとして成り立たないという制約があった。その構造を満たしたうえで3ローターにするという苦労があったエンジンである（3ローターは、位相差が120°となり偏心出力軸の大きさが大きくなり、ローター部の出力軸を通す孔径がローターよりも大きくなり、ローターがなくなってしまう）。
1983年から開発に着手し、1986年のルマン用のマツダ・757に搭載され、その後富士GCのエンジン規定変更を受け、1987年から富士GCでの使用が可能となり、おおよそ1989年まで使用された。またその後、アメリカのIMSAや日本の全日本GT選手権のGT300のエンジンとして使用された。
このエンジンは、当初市販車への搭載を前提としていないエンジンだった為、従来のエンジン型式定義に当て嵌まらない理由より「13G」と決定された。
後に市販エンジンとしての3ローターエンジンの開発が始まり、そのベースエンジンとなった。そのエンジンが2番目に開発された理由から「20B」型に決まり、ユーノスコスモに搭載された。ユーノス・コスモでは、ターボチャージャーが追加されている。
なお　レーシングエンジンとしては、1988年からNAの20Bとしてスポーツキットによって富士GCでの参戦用として市販された。

## エンジンの概要
3ローターの番号をエンジン前方から、1番、2番、3番と設定する。

### 出力軸
出力軸は、従来の2ローターの出力軸（2番と3番）に追加のローター分（1番）をつなぐ形になっているが、過去マツダで検討された方式ではなく、新規設計となった。過去検討された出力軸は、2ローターの出力軸に追加された出力軸をボルトとキーで結合したものであるが、強度的に問題をもっていた。今回採用された偏心出力軸は、＃2と＃3を一体としたメインシャフトに＃1用の分割された中空の偏心部を嵌め込み結合する方法で、シャフトの剛性低下を防止した。分割部の結合は、信頼性と組み付け精度や加工性に優れたテーパー継手を採用した。
2番と3番のロータージャーナルを持つメインシャフトをプーリー側に延長して、延長部に1番用のロータージャーナルを持つ中空のフロントシャフトをテーパー継ぎ手で結合して、楔状のキーにて位置決め固定されて、他のローターとの位相（各120°）を確保する。これは、通常のマツダ2ローターでフライホイールを偏心出力軸にはめ込むのと同じ内容である。
メインジャーナルは、3か所として、出力軸の両端とテーパー継ぎ手の直後に設置し、シャフト全長の延長および2分割による全体の曲げ剛性低下を防止するためにメインジャーナル径を2ローターより拡大した。
回転バランスは、2バランス方式として前後のバランスウエイトで調整している。

### 中間ハウジング
追加されたローターと従来の2ローターの前側ローターとの間の中間ハウジングが新規設計となった。このハウジングは、追加したローターの固定ギアと出力軸を保持し、テンションボルトの取付ねじやエンジンマウントの取付ボスを設置した。2ローターの中間ハウジングは、軸受を設置していないが、このハウジングには、軸受を追加し出力軸を支えている。

### ローターハウジング
これまでの砂型鋳造から、トロコイド面にシートメタルをインサートしたダイキャスト金型鋳造品に変更して、トロコイドフォームの変形防止、耐熱疲労強度の向上及びハウジング全体の剛性向上を図った。トロコイド面のメッキは、ソリッドクロムめっきを採用した。この方法は、市販車で採用しているものと同じ方法である。
また　ハウジング外部の下部にあった突起を廃止して、エンジン幅の削減を行い、ベンチュリーカーへの対応を図った。吸排気系は、両方ともペリフェラリポートを採用している。

### ローター
1ローター追加により長くなった回転系全体の信頼性向上と全体重量の低減のため、ローター軽量化を重点課題として取り組んだ。
その結果、ロストワックス鋳造法を採用し、リブや外壁の薄肉化や余肉削減を行い、2ローターから約30％の質量低減ができた。

### 潤滑＆冷却系
潤滑は2ローターと同じドライサンプ方式を採用した。なお、排気量増大に伴い循環油量と油圧の確保のため、ドライサンプ用オイルポンプ容量を約20％増大させている。冷却系は、エンジン各部の温度分布に異常がなかったので、ポンプ仕様や経路ともに2ローター仕様をそのまま踏襲した。

### エンジン制御系
出力とレスポンスと燃費改善のため、市販車と同様の大容量のCPUを採用して、演算のスピードアップによる制御精度の向上ときめ細かなセッティングを可能とした。主な制御内容は、燃料噴射、点火時期、インジェクタの切り替えを制御すると同時に燃費計やスロットルの全開学習、故障診断の機能を持たした。
燃費計は、2ローター時代は、別ユニットとして搭載していたが、これが3ローターでは、エンジン制御系として一体化された。また　エンジン制御系は、運転席内に操作パネルを設置して、サーキットや走行状況における微調整が可能なようにされている。

#### 吸気系
マツダREの場合、吸気系は排気系の上部に位置するので　排気系からの熱影響を避けるために吸気系は、ダウンドラフトを採用している。インジェクターは、スロットルバルブの上流側に各ローター当たり2本設置して、エンジン負荷と回転数により本数を切り替えている。噴霧圧は、5 kg/cm2の高圧でミキシング長を稼いで、トルクを稼ぐようにしている。
スロットルバルブは、ダウンドラフトに対応したスライドバルブを新規設計している。これは、2ローターのインジェクション仕様において、スロットルバルブはサイドドラフト用をそのままダウンドラフト用として流用していたが、バルブのステック等の不具合が発生した。そのため マツダ・737Cでは、インジェクションをやめ、ウエーバーキャブに戻していた。この対応のためスライドバルブをダウンドラフト用として新規設計し、全閉時の通気抵抗が少ないスライドバルブを作成した。

#### 点火系
点火プラグは、2ローターと同様トレーディング（T側）、リーディング（L側）の2本のCDI点火で、エンジン回転数とスロットル開度による。マップ制御で、最適な点火時期を設定する1プラグ1コイルの電子配電システムとしている（フロントハウジングから上方に突き出ていたディストリビュータを廃止した）。
コイルは、エンジン上部に設置されている。

#### 補器の配置
エンジン幅を狭くして、マシンのアンダーボディのエアトンネルが広く設置可能なように従来エンジンの横に設置されていた補器は、エンジン上部へ移動させて、エンジン幅（特にエンジン下部）を簡略化させている。

#### 排気系
排気系は、2ローターと同様にマシンの後端に開口部を持つ排気管を採用した。また　騒音対策のためマフラを設置した。3ローターの排気ポートを1本に纏めた位置にマフラを設置した。
マフラー容量は、3ローターの排気を集中して対応するため2ローターよりも増加している。

## レースでの状況
国際自動車連盟（FIA）は、REの排気量の換算係数を1985年に従来の「2」から「1.8」へ変更した。
したがって、13Gの換算排気量は、654×3×1.8で3531.6㏄になる。

### グループC
13Gは、エンジン出力450馬力と燃費2.5 km/Lとなり、C1クラスでは出力不足　C2クラスでは燃費不足ということになった。WECでは、IMSAからの出走を受け入れるためにIMSA・GTP規定の車両もC1クラスの燃費規制を守ることで出走が許可されていた。
GTPは、車両重量がC1より100 kg軽くなっていたので、マツダは、13G搭載車をGTP規定準拠した車両（マツダ・757）として、低出力を補い、C1クラスの中では燃費の良さで入賞を狙う形でレースに参戦した。
当時の日本メーカーは、国内のグループC規定の全日本スポーツプロトタイプカー耐久選手権（JSPC）に参戦していた。マツダは、他社と同様JSPC全戦とWECの特定のレース（ル・マン24時間とその前の2戦）に参戦した。
13Gを搭載したマシンは、マツダ・757以外なかった。

### 富士GC
GCは、1986年まで排気量2000 ccのエンジン規定でレースを行っていた。この規定の下で「REは、換算排気量3000 ccまで」が許されていたので13Bが使用できた（実質的な換算係数は、1.5となる）。
1981年から、BMW・M12/7との性能格差是正のため「車重50㎏増量」、「インジェクター方式の燃料噴射の禁止」、「騒音対策のためマフラ―設置」が要求された。1982年に車重増量、1983年には燃料噴射禁止は解除されたが、「騒音対策のためマフラ―設置」の規制が継続実施され、出力向上の妨げとなった（マフラーは、スポーツキットとして用意され、それを使用すると車検時の騒音テストが免除された）。また　マツダは、REの開発をグループCレース参戦のため出力よりも燃費を向上させる方向で行うようになった。一方　BMWは、F2でのホンダとパワー戦争の影響で、80年代に出力が向上し、その結果として、マツダREとBMWの出力差が開くようになっていた。
シャーシに関しては、BMW勢は、前年度F2にて使用したシャーシを次年度にGCに投入するサイクルで、シャーシを毎年F2の1年落ちにて進化させてきたが、RE勢は、GCしか参戦できないので、BMW勢よりも旧式のシャーシ（F2の2年落ち以上）で戦わざる負えなかった。

### 1985年
1985年のシーズンにマツダワークスの従野孝司は、BMW勢と同じMCS-Ⅵとマーチ・842に13Bを搭載して参戦した。（他には、赤池卓もマーチ・842とMCS-Ⅵの組み合わせを選択した）。この年からGCでは、すべてのエンジンに騒音規制が適用されるようになり、ヤマハのV6エンジンも参戦を開始した。しかしながら、シャーシ性能はライバル勢とほぼ同様になったが、成績は低迷したままで、REの有力ドライバーは、翌年からのREでの参戦を取りやめた。

### 1986年
この年のシーズンは、静岡マツダにチューニングを依頼しているプライベータのみがREで参戦した。一方1985年のFIAのRE換算係数変更（2→1.8）になったが、GCでの「RE換算排気量3000㏄まで使用可能」は、変更されなかった。そのためREの排気量は1666㏄まで使用可能となった。マツダは、2ローターのままではこの排気量増大を達成できなかったので、開発中の3ローターの内容を流用して達成を目指した。
3ローターでは、12A（573㏄×2）の前側に10Aのシングルローター（491㏄）を追加すると、排気量が1637㏄になる。そのため3ローターの13Gの実証エンジンとして開発されたのが、11Gである。（13Gの出力軸と前側中間ハウジングを流用した）11Gは、1986年のGC最終戦に従野孝司が岡本金幸がGCに参戦していたマシンを借り受け静岡マツダから参戦し、予選20位/決勝5位で、3ローターの可能性を実証した。なお11Gは、以降静岡マツダが耐久とGCに使用している。

### 1987年
この年にGCは、フォーミュラー選手権に合わせて、F3000のエンジン規定に改定された。REに関しては、従来の換算係数1.5が適用され、13Gの出走が可能となった。但しGCでは、限定供給されるエンジンは使用が禁止されているので、13Gは来年（1988年）にスポーツキットとして市販されることが前提での参戦が認められた。
マツダは、従野孝司を開発ドライバーとしてMCS-Ⅶとマーチ・85Jで参戦した。シーズン当初は、冷却系の容量不足等の課題もあったがDFVに対してほぼ同等の出力が出ていることが確認できたので、1987年秋に13Gを「20B」と改称してスポーツキットの販売を開始した。

### 1988年
この年からGCが、FISCO以外に菅生や鈴鹿で開催されるようになった。またエンジンとしては、ホンダ・RA387Eが無限・MF308として市販されるようになった。20Bは、下記のドライバーによりGCに参戦した。
- 従野孝司: MCS-Ⅷ/マーチ・88GC
- 片山義美: MCS-Ⅶ/マーチ・86B（旧星野車）
- 寺田陽次郎: MCS-Ⅶ/マーチ・86Bから第3戦以降MCS-Ⅷ/マーチ・88GC
- E・エルグ: 東京R&D88Q/LOLA‐T88/40
- 赤池卓: 東京R&D88Q/LOLA‐T88/40（レースによっては、M.S.ローラが代走）
- 清野憲司: MCSⅦ/マーチ・85J（旧従野車）

Eエルグと赤池のLOLAT88-40は、F3000のLOLA T88-50をベースにモノコックを強化して、エンジンをLOLA社へ送り、専用のリアフレームを制作し,東京R&Dのオリジナルデザインカウルを装着した。このシーズンは、無限エンジン搭載車が圧倒的に強く、REは富士での第2戦の片山の4位が最上位であった。

### 1989年
この年に、ダンロップは、タイヤの供給制限を発表した。それまで複数いたタイヤ開発ドライバーを松本恵二に限定すると同時に、タイヤの供給数を大幅に削減するために、2台エントリーしていたチームに対しては1台しかタイヤを供給しない内容である。RE勢の使用タイヤは、全員がダンロップであったので、この影響を受けた。具体的には、片山に対しては、全戦でのタイヤ供給ができずに、鈴鹿のみの限定参戦をなった。GC全戦に参戦できたRE勢は、従野、寺田、E・エルグの3名
- 従野: セルモ/ローラT88-50
- 寺田: 東京R&D/マーチ・88GC
- E・エルグ: 東京R&D88Q/LOLA‐T88/40

寺田は、第2戦からカウルを東京R&Dに変更、従野は、星野と同じマシンを選択した。E・エルグは、昨年度と同じマシンを使用した。この年も無限エンジン搭載車が圧倒的に強く、REはE・エルグの6位が最上位だった。

### IMSA
1993年にジム・ダウニングが自社チームで作成したGTPライトクラスのマシン（DG-3）に20Bを搭載した。1994年からIMSAのトップカテゴリの規定が、GTPから2座席オープンのWSCに変更になった。WSCのエンジンのエンジン規定は、自然吸気では排気量4000㏄以下の量産エンジンのブロック使用であったので、REでは、3ロータの20Bしか使用出来なかった。ジム・ダウニングは、この規定に合わせるようにDG-3を変更して、レース参戦を行った。94年は、4戦に参戦して最高成績3位を収めた。1995年もジム・ダウニングは同じマシンで、自チームで1戦（セブリング12時間）日本のマツダスピードと共同でルマン24時間と鈴鹿1000㎞に参戦して、セブリングで3位、ルマンで7位の成績を収めた。1996年は、新車DLM（DG4）を投入して、ルマンは日本のマツダスピードと共同参戦/IMSAで合計4戦に参戦してルマンで25位、デイトナ24時間で3位、セブリング12時間で4位の成績を収めた。1997年は、1996年と同じマシンで、IMSAに5戦参戦して、セブリング12時間で4位を獲得した。
2005年と2006年にB-K Motorsports Inc.のクラージュ・C65に20Bを搭載してLMP2に参戦した。2005年は、全8選中で総合11位が最高成績であった。2006年は全7戦で総合10位が最高成績であった。2006年からマツダUSAは、スピードソースに開発を委託したRX-8（RX-8GT）でグランダムのGTクラスに参戦を開始した。このRX-8GTは、ライリーが製作したFR用スペースフレームシャーシに、スピードソースにて開発した20Bをフロントミッドシップに搭載し、ギアボックスは、前後重量配分を適正化のためトランスアクスル方式を採用。それにRX-8のオールCFRP製のスキンカウルを搭載している。RX-8は、年ごとに参戦台数が増加していき、最終シーズンの2012年では、9台参戦してGTクラスの最大勢力となった。

### 全日本GT選手権（SUPER GT）
日本のGT選手権には、GT300にRE雨宮レーシングや科芸専レーシング等がRX-7（FD3）でJAF-GTクラスに2ロータの13Bで1995年から参戦した。
その中で、RE雨宮レーシングが1997年から20Bを搭載して参戦した。
GT300では、排気量2000 ccのNAエンジンに対しては、エアリストリクターの装着が免除されている。REに対しては、2ロータの13Bは免除されていた。3ロータの20Bに関しては、FIAの換算係数の変更（1.8から1）になったが、他のエンジンユーザから「20Bは、GCで3000㏄エンジンとして使用されていた」とい意見が強く、排気量換算で2000㏄になっても、エアリストリクター免除はされなかった。
20Bは、基本的には、マツダスピードから供給されるスポーツキットにて組立てられていたが、エアリストラクターの装着により、最高回転数が約7000rpm程度までしか回れなくなったので、ポートの吸排気タイミング見直しが必要となった。
1999年7月にマツダスピードが解散したので、スポーツキットの入手が出来なくなったので、RE雨宮は、20B搭載のコスモの中古車やサービスパーツをかき集めて2010年のシーズンまで参戦を続けた。ライバル車より少ないパワーであったが、シャーシの性能がよく、2006年には、シリーズチャンピオンを獲得した。

### 搭載したレーシングカー
- マツダ・757（1987年）
- R＆D88Q/ローラ・T88-40・（1988年）